# シェリル・スウープス
シェリル・スウープス（Sheryl Swoopes、1971年3月25日 - ）は、アメリカ合衆国の元女子プロバスケットボール選手である。現役時代のポジションはガードフォワード。WNBAの記念すべき契約選手第1号であった。現在はロヨラ大学ヘッドコーチ。

## 来歴
サウス・プレインズ大学からテキサス工科大学に編入し、1993年のNCAA1部優勝メンバーとなる。
卒業後はイタリアで1シーズンプレーした後、アメリカ代表として1994年世界選手権出場も3位に終わる。しかし、自国開催となった2年後のアトランタ五輪で金メダル獲得。1998年世界選手権は外れるも、シドニー・アテネのオリンピック2度、世界選手権も2002年の金メダル獲得。
1997年、WNBAが発足されると、分配ドラフトでヒューストン・コメッツに指名され、プロ生活が始まる。コメッツには2007年まで11シーズン在籍し、初年度からのWNBA4連覇に貢献、2000・2002・2005の3度MVP獲得。
2008年、シアトル・ストームに移籍も、2009年はウェーバー公示され無所属。2010年はギリシャでプレーし、2011年にタルサ・ショックでWNBA復帰するが、同年限りで引退。
2013年ロヨラ大学ヘッドコーチ就任。

## 経歴

### 大学
- 1999-1991 : サウス・プレインズ大学
- 1991-1993 : テキサス工科大学

### WNBA
- 1997–2007 : ヒューストン・コメッツ
- 2008 : シアトル・ストーム
- 2011 : タルサ・ショック

### 国外クラブ
- 1993–1994 :  Basket Bari
- 2004–2005 :  VBM-SGAU Samara
- 2005–2006 :  Taranto Cras Basket
- 2010:  Esperides Kallitheas[3]